# 張奕 (金朝)
張奕（？—1162年），字彦微，金朝泽州高平（今山西省高平县）人。
張奕开始以荫补官，在刘豫的齐国担任归德府通判。齐国被废，齐兵谋乱，张奕募兵平乱，擒杀为首者，被金朝任命为同知归德尹。天眷年间，完颜宗弼夺得河南，任命張奕为汴京副留守。他历任陈州、秦州防御使、同知太原尹，西夏与折氏不和，侵金朝边界，皇帝下诏派他去处理，按籍各归侵土。他上奏迁徙折氏守青州。張奕官至户部尚书。大定二年（1162年）去世。